# カーディナル (カクテル)
カーディナル（Cardinal）とは、赤ワインをベースに、カシス・リキュールを加えたカクテルの1種のことである。なお、Cardinalを片仮名表記した時、カーディナル以外にも、カージナルやカーディナールやカーディンやカルディナルやカルディナールなどと書かれることもあるが、本稿では以降カーディナルという表記で統一する。このカーディナルは、キール（Kir）のバリエーションといった意味合いで、キール・カーディナル（Kir Cardinal）とも呼ばれる。

## 概要
キールというカクテルの白ワインを、赤ワインに変えたカクテルがカーディナルである

。
ただし、赤ワインは赤ワインでも、ボジョレーを使わねば「カーディナル」とは言えないとする場合、つまり、ボジョレーの赤ワインに限定される場合もある

。
さて、カクテル名のカーディナル（英語：Cardinal、ラテン語：Cardinalis）というのは、枢機卿という意味である。このカクテルは、赤い色のリキュールであるカシス・リキュール以外にも赤ワインを使うので、当然赤色のカクテルに仕上がるわけだが、この赤い色をカトリックの高位僧が身につける赤いケープに見立てて、「カーディナル」という名が付けられた

。
一説によると、白ワインをベースとしたキールの人気に乗じ

、フランスのボジョレー地方のワイン製造者が

、カトリック高位聖職者の赤い服をイメージして作ったカクテルだという

。
なおこれとは別に、ジン・ドライベルモット・カンパリを用いたカクテルについても「カーディナル」という名前が付けられているが、これはネグローニのバリエーションであり、全く別物である。

## 標準的なレシピ
- 赤ワイン ： カシス・リキュール ＝ 4：1 〜 9：1

### 作り方
ワイン・グラスに、赤ワインとカシス・リキュールを注ぎ、軽くステアすれば完成である。

### 備考
- 赤ワインとカシス・リキュールの割合は、飲む人の好みによって増減される。
- キールの場合とは違って、あまり冷たくすることは求められないが、それでも限度はある。
- カシス・リキュールは、「クレーム・ド・カシス」(Creme de Cassis) が指定されることもある[1][3]。